# آنتی یوکینن
آنتی یوکینن (انگلیسی: Antti Jokinen؛ زادهٔ ۲۶ آوریل ۱۹۶۸) کارگردان فیلم فنلاندی است. از آثار او می‌توان به تطهیر (۲۰۱۲) اشاره کرد که نماینده فنلاند در هشتاد و پنجمین دوره جوایز اسکار بود.
از دیگر فیلم‌های او می‌توان از اومرتا ۶/۱۲ نام برد.